# Lista de feriados de Timor-Leste
O Timor-Leste possui anualmente de 15 a 17 feriados oficiais. As datas são regidas pela Lei dos Feriados Nacionais e Datas Oficiais Comemorativas (2005).

## Feriados
Em Timor-Leste, são feriados nacionais com data fixa:
| Data           | Nome                                        | Observações                                           |
| -------------- | ------------------------------------------- | ----------------------------------------------------- |
| 1 de janeiro   | Dia de Ano Novo                             |                                                       |
| 1 de maio      | Dia Mundial do Trabalhador                  |                                                       |
| 20 de maio     | Dia da Restauração da Independência         | em 2002                                               |
| 30 de agosto   | Dia da Consulta Popular                     | Aniversário da Consulta Popular de 1999               |
| 1 de novembro  | Dia de Todos-os-Santos                      |                                                       |
| 2 de novembro  | Dia de Finados                              |                                                       |
| 12 de novembro | Dia Nacional da Juventude                   | Aniversário do Massacre de Santa Cruz em Díli em 1991 |
| 28 de novembro | Dia da Proclamação da Independência         | em 1975                                               |
| 7 de dezembro  | Dia dos Heróis Nacionais                    | Aniversário da invasão do país pela Indonésia em 1975 |
| 8 de dezembro  | Dia da Nossa Senhora da Imaculada Conceição | Padroeira de Timor-Leste                              |
| 25 de dezembro | Dia de Natal                                |                                                       |

São feriados nacionais com data variável:
| Data                     | Nome                   | Observações                                       |
| ------------------------ | ---------------------- | ------------------------------------------------- |
| Sexta-feira, festa móvel | Sexta-Feira Santa      | Inserida nas comemorações cristãs da Páscoa       |
| festa móvel              | Idul Fitri             | Dia que marca o fim do Ramadão para os muçulmanos |
| festa móvel              | Festa do Corpo de Deus |                                                   |
| festa móvel              | Idul Adha              | Dia de sacrifício para os muçulmanos              |

## Datas em2025
| Data           | Dia da semana | Feriado                                     |
| -------------- | ------------- | ------------------------------------------- |
| 1 de Janeiro   | Quarta-feira  | Ano Novo                                    |
| 3 de março     | Quinta-feira  | Dia dos veteranos                           |
| 15 de abril    | Sexta-feira   | Sexta-Feira Santa                           |
| 1 de maio      | Quinta-feira  | Dia do Trabalhador                          |
| 2 de maio      | Segunda-feira | Idul Fitri                                  |
| 20 de maio     | Sexta-feira   | Dia da Restauração da Independência         |
| 16 de julho    | Quinta-feira  | Corpus Christi                              |
| 9 de junho     | Sabado        | Idul Adha                                   |
| 30 de agosto   | Terça-feira   | Dia da Consulta Popular                     |
| 1 de novembro  | Terça-feira   | Dia de Todos os Santos                      |
| 2 de novembro  | Quarta-feira  | Dia de Todos os Fiéis Defuntos              |
| 12 de novembro | Sabado        | Dia Nacional da Juventude                   |
| 20 de novembro | Domingo       | Dia da Proclamação da Independência         |
| 7 de dezembro  | Quarta-feira  | Dia da Memória                              |
| 8 de dezembro  | Quinta-feira  | Dia de Nossa Senhora da Imaculada Conceição |
| 25 de dezembro | Domingo       | Dia de Natal                                |
| 31 de dezembro | Sabado        | Dia dos Heróis Nacionais                    |